# 이보람 (배구 선수)
이보람(李보람, 1988년 8월 8일 ~ )은 대한민국의 전 배구 선수이다.
스파이크 높이는 283 cm, 블로킹 높이는 274 cm이다. 2007년 10월 19일에 열린 2007-2008시즌 여자 신인선수 드래프트에서 2라운드 3순위로 성남 한국도로공사 하이패스 제니스에 입단하였다.
2009년 8월 발표된 아시아여자배구선수권대회 및 2010년 세계선수권 예선전에서 처음으로 대한민국 국가대표로 선발되었다.
2013년 8월 6일 세터 이재은과 함께 차희선을 상대로 대전 KGC인삼공사에 트레이드되었다. 그러나 2014-2015 시즌 중 임의탈퇴 공시되었다.

## 국가대표 경력
- 2005년 아시아 유스 여자배구 선수권대회 및 세계 유스 여자배구 선수권대회 국가대표
- 2006년 아시아 청소년 여자배구 선수권대회 국가대표
- 2009년·2010년 세계 배구 선수권 대회 아시아 예선전 국가대표